# Naughty Bear: Panic in Paradise
Naughty Bear: Panic in Paradise è un videogioco action del 2012, sviluppato da Behaviour Interactive e pubblicato da 505 Games per PlayStation 3 e Xbox 360. Si tratta del sequel di Naughty Bear, uscito nel 2010.
Il gioco è stato distribuito esclusivamente in download digitale a partire dal 9 ottobre 2012 su PlayStation Network e Xbox Live.